# Étienne Jérôme Rouchouze

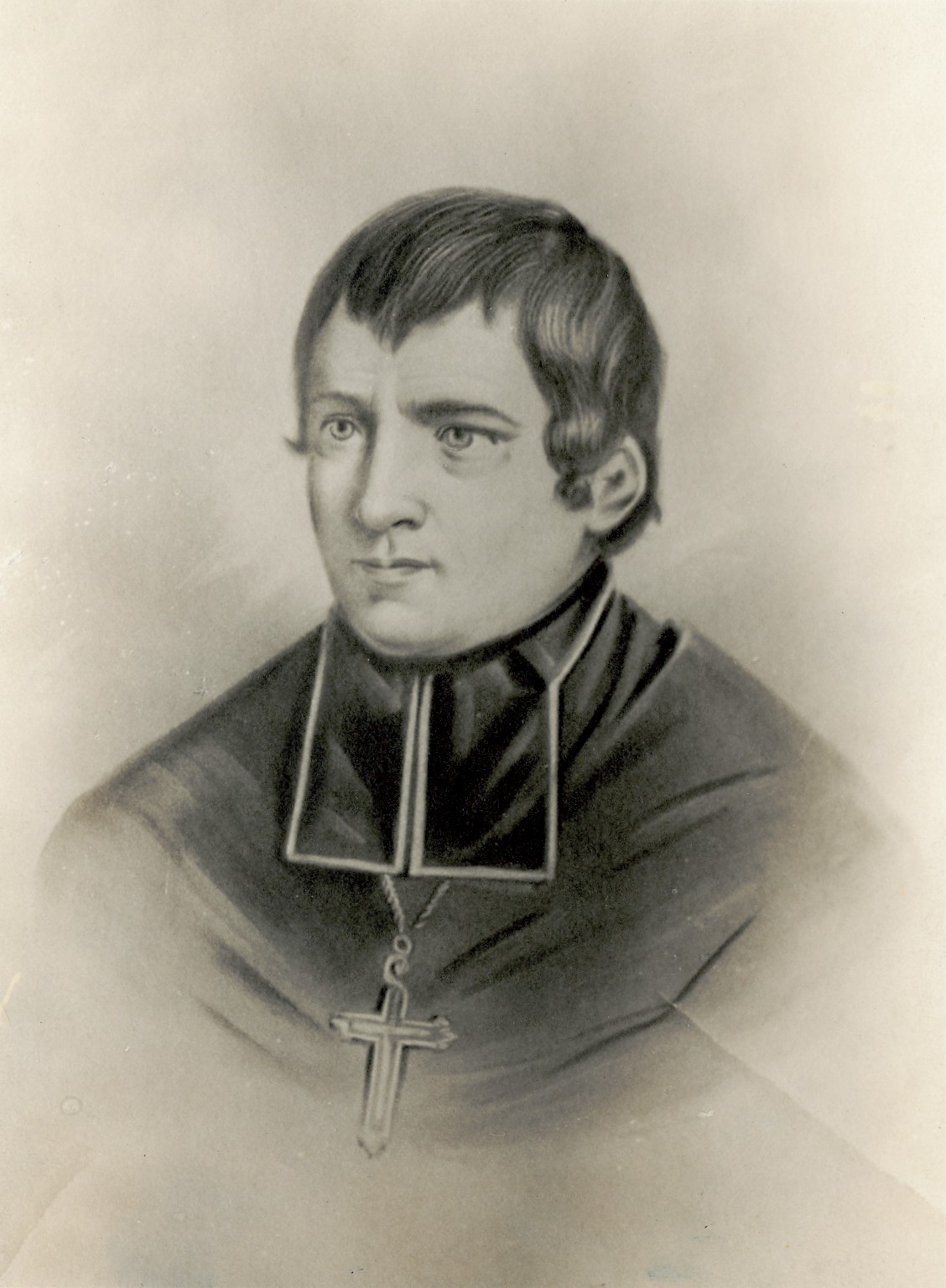
Étienne Jérôme Rouchouze

Étienne Jérôme Rouchouze SSCC (* 28. Februar 1798 in Chazeau, Saint-Sauveur-en-Rue, Frankreich; † März 1843 auf See im Pazifik) war ein römisch-katholischer Ordenspriester und Apostolischer Präfekt der Sandwichinseln (heute Bistum Honolulu).

## Leben
Rochouze trat in die Ordensgemeinschaft der Arnsteiner Patres ein und empfing das Sakrament der Priesterweihe.
Am 14. Juni 1833 wurde er zum Apostolischen Präfekten der Sandwichinseln und Titularbischof von Nilopolis ernannt. Die Bischofsweihe spendete ihm am 22. Dezember desselben Jahres der Kurienkardinal Carlo Maria Kardinal Pedicini; Mitkonsekratoren waren Giuseppe della Porta Rodiani, Generalauditor der Apostolischen Kammer und Luigi Maria Cardelli, emeritierter Erzbischof von Izmir.
Rochouze starb 1843 im Alter von 45 Jahren während einer Schiffsreise.